# 2020 v hudbě
Tento článek obsahuje události související s hudbou, které proběhly v roce 2020.

## Události
- Fire Fight Australia
- Eurovision Song Contest 2020 (zrušeno)

## Opery
- Monument (hudba: Marko Ivanović; libreto: David Radok)

## Vydaná alba

### Česká

#### Leden
| Den | Album                  | Umělec          | Poznámky |
| --- | ---------------------- | --------------- | -------- |
| 1.  | Kupředu!               | Schodiště       |          |
| 21. | I                      | 7krát3          |          |
| 22. | Cortex                 | Mindwork        | EP       |
| 23. | Neposloucháš           | Tereza Balonová | singl    |
| 24. | Sny zůstanou           | Petr Muk        |          |
| 27. | Žádná hudba            | něco něco       | singl    |
| 31. | Where the Ocean Breaks | teepee          |          |
| 31. | Decade                 | Dead Daniels    |          |

#### Únor
| Den | Album                       | Umělec                           | Poznámky                                                    |
| --- | --------------------------- | -------------------------------- | ----------------------------------------------------------- |
| 5.  | Refresh in Golden Hive Live | Gaia Mesiah                      |                                                             |
| 7.  | Do tmy je daleko            | David Pomahač                    |                                                             |
| 14. | Smile                       | Ivan Král                        |                                                             |
| 14. | Padá                        | Ivo Cicvárek a Velký svět        |                                                             |
| 20. | Maják                       | Sabina Ludányiová                |                                                             |
| 21. | Tomáš Průša Band            | Tomáš Průša Band                 | EP                                                          |
| 21. | Vzhůru přes oceán           | Vitacit                          | reedice                                                     |
| 25. | Málo času spát              | Will Eifell                      |                                                             |
| 26. | Planeta jménem stres        | Marek Ztracený                   |                                                             |
| 28. | Nová syntéza / Komplet      | Blue Effect                      | reedice, 2CD                                                |
|     | Dejžtopámbu                 | Svatopluk Karásek a Pozdravpámbu | archivní živé nahrávky z roku 2001, na albu je vročení 2019 |

#### Březen
| Den | Album                            | Umělec                       | Poznámky                 |
| --- | -------------------------------- | ---------------------------- | ------------------------ |
| 1.  | 00420603545450                   | Hentai Corporation           | EP                       |
| 5.  | All Walls Will Fall              | The Desparate Mind           |                          |
| 6.  | Nebeský klid                     | Zrní                         |                          |
| 6.  | Love Is Gold                     | Klára Vytisková              |                          |
| 6.  | Smutku dávám sbohem              | Harlej                       |                          |
| 6.  | Petr Kalandra & ASPM – 1982–1990 | Petr Kalandra & ASPM         | 3LP                      |
| 13. | Kráska a zvířený prach           | Dan Bárta & Illustratosphere |                          |
| 13. | Anarchie a totál chaos           | Visací zámek                 | LP vyšlo 27. března 2020 |
| 13. | Genius noci                      | Fanfán Tulipán               |                          |
| 20. | Světlo do tmy                    | Michal Hrůza                 |                          |
| 23. | Ať to trvá věčně                 | KOFE-IN                      | EP                       |
| 26. | Soulkostel 8 11 2019             | Houpací koně                 |                          |
| 27. | První láska                      | Jan Burian Band              |                          |

#### Duben
| Den | Album                                   | Umělec                         | Poznámky |
| --- | --------------------------------------- | ------------------------------ | -------- |
| 2.  | Pět pohromadě                           | Tomáš a Tamara Klusovi         | EP       |
| 3.  | Ostrov                                  | Fallgrapp                      |          |
| 3.  | Rosa na kolejích                        | Wabi Daněk                     | reedice  |
| 6.  | Pověz mi                                | Sarah & The Adams              |          |
| 14. | Hlad                                    | Pacino                         | EP       |
| 17. | Úsměv                                   | Mirek Kemel                    | singl    |
| 24. | 3                                       | Slza                           |          |
| 24. | Juke My Joint                           | Band of Heysek                 |          |
| 24. | Začíná                                  | něco něco                      |          |
| 24. | Händel, Leclair: Chaconne pro princeznu | Jana Semerádová, Erich Traxler |          |

#### Květen
| Den | Album                      | Umělec                  | Poznámky |
| --- | -------------------------- | ----------------------- | -------- |
| 1.  | Spolu                      | emozpěv                 |          |
| 1.  | Domů, nebo někam jako domů | Tomáš Tkáč              |          |
| 5.  | Dye My Hair                | Amelie Siba             |          |
| 8.  | I když jsme plešatý        | Pokáč a Anna Slováčková | singl    |
| 20. | Mezi prsty                 | Paulie Garand, DJ Wich  |          |
| 22. | Weird & Wonderful          | Lenny                   |          |
| 22. | Lament                     | Cermaque                |          |
| 28. | Full Moon 10               | různí                   | sampler  |

#### Červen
| Den | Album                     | Umělec           | Poznámky                 |
| --- | ------------------------- | ---------------- | ------------------------ |
| 4.  | Pension na věčnosti       | Člověk krve      | singl                    |
| 5.  | Nešahej na mě             | Pokáč            | singl                    |
| 10. | Zvony                     | Tata Bojs        | singl                    |
| 12. | Zmatená                   | Tereza Mašková   |                          |
| 12. | Pipers                    | Clarinet Factory |                          |
| 12. | LNVS (rmxd)               | Bára Zmeková     | kolekce remixů           |
| 19. | Potměšilý host            | Hana Hegerová    | reedice                  |
| 22. | Archiv                    | Výkřiky břich    | nahrávky z let 1989–1991 |
| 25. | Zdivočelí koně            | Načeva           |                          |
| 26. | Až se řeky vylijí z břehů | Alen             |                          |
| 29. | Klasirdo                  | Bert & Friends   |                          |

#### Červenec
| Den | Album            | Umělec                          | Poznámky |
| --- | ---------------- | ------------------------------- | -------- |
| 3.  | Konečně          | Aneta Langerová a Korben Dallas | EP       |
| 17. | 58 tape vol.1    | 58G                             |          |
|     | Kdybys mě zabila | Robert Křesťan a Druhá tráva    | singl    |

#### Srpen
| Den | Album           | Umělec                          | Poznámky |
| --- | --------------- | ------------------------------- | -------- |
| 28. | Jak moc mě znáš | Iva Kubelková a Michal Pavlíček |          |

#### Září
| Den | Album                                        | Umělec                                                        | Poznámky   |
| --- | -------------------------------------------- | ------------------------------------------------------------- | ---------- |
| 1.  | Bramborové hity                              | Koňe a Prase                                                  |            |
| 3.  | V kuchyni                                    | Člověk krve                                                   |            |
| 3.  | Liebe                                        | Tábor                                                         |            |
| 4.  | Kostřičky                                    | Budoár staré dámy                                             | CD nebo LP |
| 4.  | Later Years                                  | Ivan Král                                                     | 3CD        |
| 11. | Potom                                        | Jan Fic                                                       |            |
| 11. | Novák: Klavírní koncert, Toman a lesní panna | Jan Bartoš, Jakub Hrůša, Symfonický orchestr Českého rozhlasu |            |
| 16. | Honza                                        | Dukla                                                         |            |
| 18. | Cowboy                                       | Pokáč                                                         | singl      |
| 22. | Přátelství                                   | Makak                                                         |            |
| 25. | V podroušeném stavu                          | Fleret                                                        |            |
| 28. | Hluboko                                      | Milli Janatková                                               |            |

#### Říjen
| Den | Album                    | Umělec                        | Poznámky             |
| --- | ------------------------ | ----------------------------- | -------------------- |
| 1.  | Czech Music for Clarinet | Karel Dohnal                  |                      |
| 2.  | Sami                     | Kateřina Marie Tichá          |                      |
| 2.  | Hope                     | Tomáš Liška a Invisible World | CD nebo LP           |
| 2.  | Mrkvový dort             | Mirek Kemel                   | singl                |
| 9.  | Jediný co chci           | Jelen                         | singl                |
| 16. | Díl první                | Robert Křesťan a Druhá tráva  |                      |
| 16. | Tak málo                 | Tereza Balonová               | singl                |
| 20. | Nezvěstní                | Petr Linhart                  | LP vyšlo v roce 2021 |
| 27. | Robot / Do tmy           | Květy                         | singl                |
| 30. | Kupředu plout            | Radůza a SOČR                 |                      |

#### Listopad
| Den | Album                    | Umělec                    | Poznámky               |
| --- | ------------------------ | ------------------------- | ---------------------- |
| 6.  | Řeka                     | Lenka Dusilová            |                        |
| 6.  | Freedom on Sale          | Monkey Business           | CD nebo 2LP            |
| 6.  | Dva trámy na kříž        | Povodí Ohře               |                        |
| 6.  | Tváře smutnejch hrdinů   | Škwor                     |                        |
| 6.  | Digitotality             | Exorcizphobia             |                        |
| 6.  | Vánoční                  | Kryštof a Karel Gott      | singl                  |
| 13. | Máma mi na krk dala klíč | Jaromír Nohavica          | LP vyšlo 4. února 2021 |
| 13. | Barvy                    | Viktor Sheen              |                        |
| 13. | Archa                    | Dagmar Voňková            |                        |
| 13. | Motyle                   | Tara Fuki                 |                        |
| 13. | Bigbandová elektronika   | Cotatcha Orchestra        |                        |
| 13. | Písně od Bumbrle         | Bumbrle                   |                        |
| 13. | The Best Of (2007-2020)  | Mandrage                  | 3CD                    |
| 17. | Květy Květy              | Květy                     | CD nebo LP             |
| 17. | Honzíkova cesta          | Kurtizány z 25. avenue    |                        |
| 20. | Přístav                  | Mňága a Žďorp             |                        |
| 20. | Svědomí                  | Calin                     |                        |
| 25. | Prozyum                  | Yzomandias                |                        |
| 26. | Dvě slunce               | Aneta Langerová           |                        |
| 27. | Jedna nula               | Tata Bojs                 |                        |
| 27. | Panna a netvor           | Bert & Friends            | EP                     |
| 29. | Prásknu bičem            | Jiří Krhut a Štěpán Kozub |                        |

#### Prosinec
| Den | Album                     | Umělec                | Poznámky              |
| --- | ------------------------- | --------------------- | --------------------- |
| 1.  | Šťastné a osamělé         | Osamělí písničkáři    | sampler               |
| 4.  | Yesterdays                | Donnie Darko          |                       |
| 4.  | Kult kurev                | Bajonet               |                       |
| 11. | Uncork!                   | Noční optika          |                       |
| 11. | Soft Heart Attack         | Deaf Heart            |                       |
| 11. | 100 Years                 | Concept Art Orchestra |                       |
| 30. | Mad Images                | Up!Great              |                       |
|     | Jsi orkneyské víno / Ropa | Čvachtavý lachtan     | 2CD, reedice dvou alb |

### Zahraniční

#### Leden
- Rare (Selena Gomezová)
- High Road (Kesha)
- Treat Myself (Meghan Trainor)
- Manic (Halsey)
- Wings of Rage (Rage)
- I Disagree (Poppy)

#### Únor
- Map of the Soul: 7 (BTS)
- Changes (Justin Bieber)

#### Březen
- Future Nostalgia (Dua Lipa)
- Suga (Megan Thee Stallion)
- Kelsea (Kelsea Ballerini)
- After Hours (The Weeknd)

#### Duben
- Three. Two. One. (Lennon Stella)

#### Květen
- Good to Know (JoJo)
- Have You Seen Her? (Alma)
- How I'm Felling Now (Charli XCX)
- Dedicated Side B (Carly Rae Jepsenová)
- Chromatica (Lady Gaga)
- Notes on a Conditional Form (The 1975)

#### Červen
- Baphomet (John Zorn)
- Flight Tower (EP, Dirty Projectors)
- Rough and Rowdy Ways (Bob Dylan)
- Woman in Music Pt: III. (Haim)

#### Červenec
- Brightest Blue (Ellie Goulding)
- Folklore (Taylor Swift)
- Les Maudits (John Zorn)

#### Srpen
- Inner Song (Kelly Lee Owens)
- Smile (Katy Perry)
- Songs for Petra (John Zorn)

#### Září
- Heaven & Hell (Ava Max)

#### Říjen
- Live Around the World (Queen + Adam Lambert)
- Only Child (Sasha Sloan)
- Leave It Beautiful (Astrid S)
- The Album (Blackpink)
- Lil Kiiwi (Kiiara)
- Positions (Ariana Grande)
- December Baby (JoJo)
- A Very Trainor Christmas (Meghan Trainor)
- A Tori Kelly Christmas (Tori Kelly)
- Love Goes (Sam Smith)

#### Listopad
- Azoth (John Zorn)
- Confetti (Little Mix)
- Disco (Kylie Minogue)
- Visions of the Void (Red Fiction)
- Plastic Hearts (Miley Cyrus)
- Infinite Things (Paloma Faith)
- Good News (Megan Thee Stallion)

#### Prosinec
- Wonder (Shawn Mendes)
- Evermore (Taylor Swift)